# Daniel Campeau
Daniel Campeau (ur. 19 sierpnia 1958 roku) – kanadyjski kierowca wyścigowy.

## Kariera
Campeau rozpoczął karierę w międzynarodowych wyścigach samochodowych w 1987 roku od startów w Kanadyjskiej Formule Ford 2000, gdzie czterokrotnie stawał na podium, a raz na jego najwyższym stopniu. Z dorobkiem 130 punktów uplasował się na czwartej pozycji w klasyfikacji generalnej. W późniejszych latach pojawiał się także w stawce Brytyjskiej Formuły 3, HFC American Racing Series oraz Formuły 3000.
W Formule 3000 Kanadyjczyk został zgłoszony do czterech wyścigów sezonu 1988 z brytyjską ekipą CoBRa Motorsports. Nigdy jednak nie zdołał zakwalifikować się do wyścigu.